# Sondra tristicula
Sondra tristicula är en spindelart som först beskrevs av Simon 1909.  Sondra tristicula ingår i släktet Sondra och familjen hoppspindlar. Inga underarter finns listade i Catalogue of Life.